# Бегинаж в Лире
Бегинаж в Лире (нидерл. Begijnhof van Lier) — бегинаж, расположенный в бельгийском городе Лир. В 1998 году вместе с другими фламандскими бегинажами включён в список Всемирного наследия ЮНЕСКО.

## История
Бегинаж основан во второй половине XIII века как неорганизованное поселение незамужних женщин. Аделаида Бургундская, жена герцога Брабанта Генрих III, выделила им землю для строительства часовни, что и стало официальным основанием бегинажа. В 1258 году бегинки получили разрешение на строительство собственной церкви и приглашение пастора. В первые века существования бегинаж неоднократно подвергался разрушениям во время пожаров и войн. Своего пика бегинаж достиг в начале XVIII века. После Великой французской революции бегинаж был упразднён, а его имущество распродано. Конкордат Наполеона позволил вновь открыть бегинаж, но число бегинок в нём неуклонно сокращалось, достигнув к 1925 году 67 человек. Последняя бегинка умерла в 1994 году. По мере освобождения домов их стали занимать простые граждане. В настоящее время он открыт для свободного посещения.

## Архитектура
Бегинаж представляет собой городскую улицу, обнесённую стеной. Большинство домов построено в XVII и XVIII веках. Всего домов насчитывается около 150, каждому из которых для идентификации присвоены имена святых или название библейского сюжета. Выделяются ворота 1777 года постройки с тремя порталами и церковь святой Маргариты Антиохийской.